# Lista över insjöar i Sverige med namn som slutar på -hörningen
Lista över insjöar i Sverige med artikel på Wikipedia som slutar på -hörningen: 
Notera att lista är automatiskt genererad och därför mycket väl kan innehålla sjönamn som slutar med bokstäverna hörningen, utan att etymologiskt innehålla efterledet -hörningen
- Trehörningen (Fridlevstads socken, Blekinge), sjö i Karlskrona kommun och Blekinge 56°23′09″N 15°35′22″Ö / 56.38590°N 15.58944°Ö
- Trehörningen (Mörrums socken, Blekinge), sjö i Karlshamns kommun och Blekinge 56°15′25″N 14°43′13″Ö / 56.25686°N 14.72033°Ö
- Trehörningen (Ramdala socken, Blekinge), sjö i Karlskrona kommun och Blekinge 56°16′08″N 15°48′52″Ö / 56.26889°N 15.81445°Ö
- Trehörningen (Ronneby socken, Blekinge), sjö i Ronneby kommun och Blekinge 56°20′57″N 15°16′07″Ö / 56.34909°N 15.26860°Ö
- Trehörningen (Sillhövda socken, Blekinge), sjö i Karlskrona kommun och Blekinge 56°29′22″N 15°31′58″Ö / 56.48943°N 15.53285°Ö
- Djuphörningen, sjö i Oskarshamns kommun och Småland 57°22′03″N 16°26′40″Ö / 57.36761°N 16.44455°Ö
- Hörningen, Småland, sjö i Vimmerby kommun och Småland 57°47′08″N 15°33′51″Ö / 57.78553°N 15.56414°Ö
- Nedre Trehörningen, sjö i Alvesta kommun och Småland 57°06′43″N 14°24′34″Ö / 57.11200°N 14.40939°Ö
- Trehörningen (Djursdala socken, Småland), sjö i Kinda kommun och Småland 57°49′51″N 15°52′47″Ö / 57.83072°N 15.87960°Ö
- Trehörningen (Eksjö socken, Småland, 639393-145393), sjö i Eksjö kommun och Småland 57°40′16″N 15°02′10″Ö / 57.67118°N 15.03602°Ö
- Trehörningen (Eksjö socken, Småland, 639479-144508), sjö i Eksjö kommun och Småland 57°40′31″N 14°52′53″Ö / 57.67527°N 14.88140°Ö
- Trehörningen (Kråksmåla socken, Småland), sjö i Nybro kommun och Småland 57°00′22″N 15°58′11″Ö / 57.00617°N 15.96980°Ö
- Trehörningen (Målilla socken, Småland), sjö i Hultsfreds kommun och Småland 57°29′32″N 15°43′41″Ö / 57.49213°N 15.72817°Ö
- Trehörningen (Odensvi socken, Småland), sjö i Västerviks kommun och Småland 57°52′33″N 16°05′22″Ö / 57.87586°N 16.08951°Ö
- Trehörningen (Pelarne socken, Småland), sjö i Hultsfreds kommun och Småland 57°34′56″N 15°44′49″Ö / 57.58220°N 15.74704°Ö
- Trehörningen (Tveta socken, Småland), sjö i Hultsfreds kommun och Småland 57°18′23″N 15°45′22″Ö / 57.30627°N 15.75611°Ö
- Trehörningen (Virserums socken, Småland), sjö i Hultsfreds kommun och Småland 57°15′19″N 15°31′34″Ö / 57.25532°N 15.52621°Ö
- Trehörningen (Älghults socken, Småland), sjö i Uppvidinge kommun och Småland 57°03′15″N 15°38′06″Ö / 57.05429°N 15.63500°Ö
- Västra Trehörningen, sjö i Alvesta kommun och Småland 56°49′30″N 14°18′45″Ö / 56.82510°N 14.31263°Ö
- Östra Trehörningen, sjö i Alvesta kommun och Småland 56°49′20″N 14°19′24″Ö / 56.82218°N 14.32339°Ö
- Lilla Trehörningen, Västergötland, sjö i Karlsborgs kommun och Västergötland 58°42′27″N 14°33′16″Ö / 58.70738°N 14.55432°Ö
- Norra Trehörningen, Västergötland, sjö i Laxå kommun och Västergötland 58°45′41″N 14°39′14″Ö / 58.76128°N 14.65400°Ö
- Stora Trehörningen, Västergötland, sjö i Laxå kommun och Västergötland 58°43′17″N 14°33′58″Ö / 58.72150°N 14.56607°Ö
- Södra Trehörningen, Västergötland, sjö i Laxå kommun och Västergötland 58°45′09″N 14°39′02″Ö / 58.75255°N 14.65066°Ö
- Trehörningen (Finnerödja socken, Västergötland), sjö i Laxå kommun och Västergötland 58°58′23″N 14°26′59″Ö / 58.97316°N 14.44976°Ö
- Trehörningen (Fors socken, Västergötland), sjö i Trollhättans kommun och Västergötland 58°12′37″N 12°15′27″Ö / 58.21033°N 12.25759°Ö
- Trehörningen (Grönahögs socken, Västergötland), sjö i Ulricehamns kommun och Västergötland 57°40′57″N 13°41′07″Ö / 57.68260°N 13.68516°Ö
- Trehörningen (Hajoms socken, Västergötland), sjö i Marks kommun och Västergötland 57°32′13″N 12°35′01″Ö / 57.53695°N 12.58367°Ö
- Trehörningen (Hålanda socken, Västergötland), sjö i Ale kommun och Västergötland 58°01′20″N 12°20′52″Ö / 58.02213°N 12.34774°Ö
- Trehörningen (Lagmansereds socken, Västergötland), sjö i Trollhättans kommun och Västergötland 58°06′24″N 12°26′19″Ö / 58.10661°N 12.43868°Ö
- Trehörningen (Roasjö socken, Västergötland), sjö i Svenljunga kommun och Västergötland 57°30′05″N 12°53′11″Ö / 57.50129°N 12.88640°Ö
- Trehörningen (Skepplanda socken, Västergötland), sjö i Ale kommun och Västergötland 57°58′18″N 12°18′15″Ö / 57.97179°N 12.30406°Ö
- Trehörningen (Stora Lundby socken, Västergötland), sjö i Lerums kommun och Västergötland 57°52′05″N 12°17′43″Ö / 57.86812°N 12.29526°Ö
- Trehörningen (Älgarås socken, Västergötland), sjö i Töreboda kommun och Västergötland 58°49′12″N 14°20′04″Ö / 58.81990°N 14.33458°Ö
- Trehörningen (Godegårds socken, Östergötland), sjö i Motala kommun och Östergötland 58°44′29″N 15°06′53″Ö / 58.74142°N 15.11474°Ö
- Trehörningen (Gryts socken, Östergötland), sjö i Valdemarsviks kommun och Östergötland 58°12′50″N 16°43′58″Ö / 58.21399°N 16.73291°Ö
- Trehörningen (Ljungs socken, Östergötland), sjö i Linköpings kommun och Östergötland 58°35′43″N 15°26′39″Ö / 58.59517°N 15.44404°Ö
- Trehörningen (Malexanders socken, Östergötland), sjö i Boxholms kommun och Östergötland 58°06′20″N 15°09′52″Ö / 58.10558°N 15.16440°Ö
- Trehörningen (Ringarums socken, Östergötland), sjö i Valdemarsviks kommun och Östergötland 58°19′15″N 16°21′14″Ö / 58.32096°N 16.35380°Ö
- Trehörningen (Rinna socken, Östergötland), sjö i Boxholms kommun och Östergötland 58°11′20″N 14°56′49″Ö / 58.18896°N 14.94682°Ö
- Trehörningen (Simonstorps socken, Östergötland), sjö i Norrköpings kommun och Östergötland 58°45′17″N 16°07′32″Ö / 58.75472°N 16.12564°Ö
- Trehörningen, Bohuslän, sjö i Lilla Edets kommun och Bohuslän 58°11′59″N 12°05′21″Ö / 58.19969°N 12.08913°Ö
- Trehörningen (Dunkers socken, Södermanland), sjö i Flens kommun och Södermanland 59°11′24″N 16°51′26″Ö / 59.19003°N 16.85735°Ö
- Trehörningen (Gryts socken, Södermanland), sjö i Gnesta kommun och Södermanland 59°10′01″N 16°56′14″Ö / 59.16691°N 16.93724°Ö
- Trehörningen (Hyltinge socken, Södermanland), sjö i Flens kommun och Södermanland 59°07′04″N 16°50′36″Ö / 59.11787°N 16.84326°Ö
- Trehörningen (Kärnbo socken, Södermanland), sjö i Strängnäs kommun och Södermanland 59°12′04″N 17°13′21″Ö / 59.20120°N 17.22262°Ö
- Trehörningen (Nacka socken, Södermanland), sjö i Nacka kommun och Södermanland 59°16′39″N 18°15′15″Ö / 59.27755°N 18.25410°Ö
- Trehörningen (Näshulta socken, Södermanland), sjö i Eskilstuna kommun och Södermanland 59°12′12″N 16°23′17″Ö / 59.20339°N 16.38798°Ö
- Trehörningen (Taxinge socken, Södermanland), sjö i Nykvarns kommun och Södermanland 59°12′15″N 17°17′36″Ö / 59.20418°N 17.29329°Ö
- Trehörningen (Vårdinge socken, Södermanland), sjö i Södertälje kommun och Södermanland 59°06′30″N 17°20′34″Ö / 59.10825°N 17.34273°Ö
- Trehörningen, Hanveden, sjö i Huddinge kommun och Södermanland 59°09′02″N 18°02′03″Ö / 59.15067°N 18.03420°Ö
- Trehörningen, Sjödalen, sjö i Huddinge kommun och Södermanland 59°13′51″N 18°01′18″Ö / 59.23089°N 18.02156°Ö
- Trehörningen, Tyresta, sjö i Tyresö kommun och Södermanland 59°11′49″N 18°17′49″Ö / 59.19699°N 18.29700°Ö
- Stora Trehörningen, Närke, sjö i Lekebergs kommun och Närke 59°13′09″N 14°37′54″Ö / 59.21905°N 14.63160°Ö
- Trehörningen (Knista socken, Närke), sjö i Karlskoga kommun och Närke 59°14′47″N 14°39′32″Ö / 59.24640°N 14.65887°Ö
- Trehörningen (Lerbäcks socken, Närke), sjö i Askersunds kommun och Närke 58°50′51″N 15°08′26″Ö / 58.84758°N 15.14051°Ö
- Trehörningen (Snavlunda socken, Närke), sjö i Askersunds kommun och Närke 58°58′13″N 14°53′16″Ö / 58.97037°N 14.88781°Ö
- Stora Trehörningen, Västmanland, sjö i Fagersta kommun och Västmanland 59°54′27″N 15°52′24″Ö / 59.90751°N 15.87322°Ö
- Trehörningen (Fagersta, Västmanland), sjö i Fagersta kommun och Västmanland 59°54′17″N 15°46′48″Ö / 59.90465°N 15.78012°Ö
- Trehörningen (Hällefors socken, Västmanland), sjö i Hällefors kommun och Västmanland 59°58′09″N 14°37′22″Ö / 59.96927°N 14.62268°Ö
- Trehörningen (Nora socken, Västmanland), sjö i Nora kommun och Västmanland 59°26′39″N 14°59′15″Ö / 59.44422°N 14.98746°Ö
- Trehörningen (Västerfärnebo socken, Västmanland), sjö i Sala kommun och Västmanland 59°53′37″N 16°08′11″Ö / 59.89365°N 16.13651°Ö
- Trehörningen (Edsbro socken, Uppland), sjö i Norrtälje kommun och Uppland 59°50′26″N 18°23′56″Ö / 59.84054°N 18.39883°Ö
- Trehörningen (Lohärads socken, Uppland), sjö i Norrtälje kommun och Uppland 59°47′18″N 18°29′04″Ö / 59.78835°N 18.48439°Ö
- Trehörningen (Närtuna socken, Uppland), sjö i Norrtälje kommun och Uppland 59°43′11″N 18°18′41″Ö / 59.71974°N 18.31142°Ö
- Trehörningen (Roslags-Kulla socken, Uppland), sjö i Norrtälje kommun och Uppland 59°35′22″N 18°33′22″Ö / 59.58937°N 18.55622°Ö
- Trehörningen (Österåkers socken, Uppland), sjö i Österåkers kommun och Uppland 59°31′45″N 18°21′20″Ö / 59.52904°N 18.35559°Ö
- Trehörningen, Uppland, sjö i Uppsala kommun och Uppland 59°50′31″N 17°53′47″Ö / 59.84184°N 17.89628°Ö
- Trihörningen, sjö i Norrtälje kommun och Uppland 59°58′07″N 18°40′24″Ö / 59.96848°N 18.67324°Ö
- Norra Trehörningen, Värmland, sjö i Filipstads kommun och Värmland 59°42′26″N 14°15′39″Ö / 59.70725°N 14.26080°Ö
- Södra Trehörningen, Värmland, sjö i Filipstads kommun och Värmland 59°42′08″N 14°15′15″Ö / 59.70214°N 14.25428°Ö
- Trehörningen (Gräsmarks socken, Värmland), sjö i Sunne kommun och Värmland 60°02′03″N 12°50′53″Ö / 60.03419°N 12.84803°Ö
- Trehörningen (Gunnarskogs socken, Värmland), sjö i Arvika kommun och Värmland 59°53′20″N 12°42′28″Ö / 59.88888°N 12.70779°Ö
- Trehörningen (Karlskoga socken, Värmland), sjö i Karlskoga kommun och Värmland 59°28′28″N 14°36′41″Ö / 59.47445°N 14.61145°Ö
- Trehörningen (Lungsunds socken, Värmland), sjö i Kristinehamns kommun och Värmland 59°26′35″N 14°09′29″Ö / 59.44312°N 14.15810°Ö
- Trehörningen (Sunne socken, Värmland, 663630-135993), sjö i Sunne kommun och Värmland 59°49′21″N 13°18′29″Ö / 59.82242°N 13.30792°Ö
- Trehörningen (Sunne socken, Värmland, 665705-134063), sjö i Sunne kommun och Värmland 60°00′05″N 12°56′54″Ö / 60.00146°N 12.94834°Ö
- Lilla Trehörningen, Dalarna, sjö i Smedjebackens kommun och Dalarna 59°57′38″N 15°35′08″Ö / 59.96048°N 15.58550°Ö
- Stora Trehörningen, Dalarna, sjö i Smedjebackens kommun och Dalarna 59°58′35″N 15°34′36″Ö / 59.97626°N 15.57662°Ö
- Trehörningen (Garpenbergs socken, Dalarna), sjö i Hedemora kommun och Dalarna 60°21′07″N 16°16′43″Ö / 60.35205°N 16.27862°Ö
- Trehörningen (Malungs socken, Dalarna), sjö i Malung-Sälens kommun och Dalarna 60°12′30″N 13°59′15″Ö / 60.20831°N 13.98763°Ö
- Trehörningen (Norrbärke socken, Dalarna, 666144-147343), sjö i Smedjebackens kommun och Dalarna 60°04′24″N 15°19′26″Ö / 60.07342°N 15.32378°Ö
- Trehörningen (Norrbärke socken, Dalarna, 668341-147024), sjö i Smedjebackens kommun och Dalarna 60°16′02″N 15°15′43″Ö / 60.26732°N 15.26184°Ö
- Trehörningen, Gästrikland, sjö i Ockelbo kommun och Gästrikland 60°58′48″N 16°12′37″Ö / 60.97998°N 16.21033°Ö
- Trehörningen (Bollnäs socken, Hälsingland), sjö i Bollnäs kommun och Hälsingland 61°10′04″N 16°09′33″Ö / 61.16786°N 16.15904°Ö
- Trehörningen (Nianfors socken, Hälsingland), sjö i Hudiksvalls kommun och Hälsingland 61°33′32″N 16°40′04″Ö / 61.55875°N 16.66786°Ö
- Lill-Trehörningen, Ångermanland, sjö i Kramfors kommun och Ångermanland 63°06′00″N 18°06′07″Ö / 63.10006°N 18.10183°Ö
- Trehörningen (Anundsjö socken, Ångermanland, 703375-161929), sjö i Örnsköldsviks kommun och Ångermanland 63°23′40″N 18°10′54″Ö / 63.39432°N 18.18156°Ö
- Trehörningen (Anundsjö socken, Ångermanland, 709221-161141), sjö i Örnsköldsviks kommun och Ångermanland 63°55′21″N 18°04′55″Ö / 63.92260°N 18.08201°Ö
- Trehörningen (Bjurholms socken, Ångermanland, 709154-163618), sjö i Bjurholms kommun och Ångermanland 63°54′23″N 18°34′51″Ö / 63.90627°N 18.58082°Ö
- Trehörningen (Bjurholms socken, Ångermanland, 710082-167482), sjö i Bjurholms kommun och Ångermanland 63°58′02″N 19°21′57″Ö / 63.96713°N 19.36592°Ö
- Trehörningen (Björna socken, Ångermanland, 705287-163048), sjö i Örnsköldsviks kommun och Ångermanland 63°33′37″N 18°25′17″Ö / 63.56024°N 18.42146°Ö
- Trehörningen (Björna socken, Ångermanland, 708534-163144), sjö i Örnsköldsviks kommun och Ångermanland 63°51′03″N 18°28′39″Ö / 63.85077°N 18.47750°Ö
- Trehörningen (Bodums socken, Ångermanland), sjö i Strömsunds kommun och Ångermanland 63°59′17″N 16°02′16″Ö / 63.98810°N 16.03764°Ö
- Trehörningen (Högsjö socken, Ångermanland), sjö i Härnösands kommun och Ångermanland 62°46′36″N 17°41′35″Ö / 62.77654°N 17.69300°Ö
- Trehörningen (Nordmalings socken, Ångermanland), sjö i Nordmalings kommun och Ångermanland 63°47′29″N 19°07′40″Ö / 63.79130°N 19.12784°Ö
- Trehörningen (Sidensjö socken, Ångermanland), sjö i Örnsköldsviks kommun och Ångermanland 63°21′11″N 18°12′29″Ö / 63.35313°N 18.20813°Ö
- Trehörningen (Trehörningsjö socken, Ångermanland), sjö i Örnsköldsviks kommun och Ångermanland 63°44′42″N 18°43′56″Ö / 63.74493°N 18.73218°Ö
- Trehörningen (Ullångers socken, Ångermanland), sjö i Kramfors kommun och Ångermanland 63°06′03″N 18°06′43″Ö / 63.10070°N 18.11198°Ö
- Hörningen, Västerbotten, sjö i Vindelns kommun och Västerbotten 64°21′47″N 19°18′35″Ö / 64.36311°N 19.30971°Ö
- Trehörningen (Degerfors socken, Västerbotten), sjö i Vindelns kommun och Västerbotten 64°09′27″N 19°59′04″Ö / 64.15754°N 19.98431°Ö
- Trehörningen (Lövångers socken, Västerbotten), sjö i Skellefteå kommun och Västerbotten 64°28′05″N 21°01′07″Ö / 64.46806°N 21.01858°Ö
- Trehörningen (Norsjö socken, Västerbotten), sjö i Norsjö kommun och Västerbotten 64°46′49″N 19°41′22″Ö / 64.78030°N 19.68947°Ö
- Trehörningen (Umeå socken, Västerbotten), sjö i Umeå kommun och Västerbotten 64°00′21″N 20°08′17″Ö / 64.00585°N 20.13810°Ö
- Lill-Trehörningen, Norrbotten, sjö i Bodens kommun och Norrbotten 65°56′20″N 21°49′28″Ö / 65.93885°N 21.82453°Ö
- Stor-Trehörningen, Norrbotten, sjö i Bodens kommun och Norrbotten 65°56′15″N 21°49′11″Ö / 65.93751°N 21.81980°Ö
- Trehörningen, Norrbotten, sjö i Bodens kommun och Norrbotten 65°55′19″N 21°59′47″Ö / 65.92201°N 21.99644°Ö
- Enhörningen, Lappland, sjö i Lycksele kommun och Lappland 64°07′59″N 19°03′01″Ö / 64.13311°N 19.05024°Ö
- Lill-Trehörningen, Lappland, sjö i Åsele kommun och Lappland 64°13′12″N 17°02′18″Ö / 64.22008°N 17.03826°Ö
- Lillhörningen, sjö i Lycksele kommun och Lappland 64°40′42″N 18°32′42″Ö / 64.67821°N 18.54487°Ö
- Stor-Trehörningen, Lappland, sjö i Åsele kommun och Lappland 64°14′35″N 17°00′57″Ö / 64.24297°N 17.01577°Ö
- Trehörningen (Fredrika socken, Lappland, 709944-161888), sjö i Åsele kommun och Lappland 63°58′54″N 18°14′00″Ö / 63.98163°N 18.23332°Ö
- Trehörningen (Fredrika socken, Lappland, 711763-161984), sjö i Åsele kommun och Lappland 64°08′55″N 18°16′26″Ö / 64.14852°N 18.27379°Ö
- Trehörningen (Fredrika socken, Lappland, 712670-161058), sjö i Åsele kommun och Lappland 64°13′42″N 18°05′25″Ö / 64.22824°N 18.09040°Ö
- Trehörningen (Lycksele socken, Lappland), sjö i Lycksele kommun och Lappland 64°36′39″N 18°50′25″Ö / 64.61095°N 18.84026°Ö
- Trehörningen (Åsele socken, Lappland, 709161-158377), sjö i Åsele kommun och Lappland 63°55′32″N 17°31′24″Ö / 63.92545°N 17.52335°Ö
- Trehörningen (Åsele socken, Lappland, 712829-160311), sjö i Åsele kommun och Lappland 64°14′30″N 17°55′34″Ö / 64.24175°N 17.92611°Ö
- Trehörningen (Åsele socken, Lappland, 714394-158847), sjö i Åsele kommun och Lappland 64°23′43″N 17°38′23″Ö / 64.39520°N 17.63973°Ö
- Trehörningen (Örträsks socken, Lappland), sjö i Lycksele kommun och Lappland 64°07′29″N 19°01′55″Ö / 64.12481°N 19.03181°Ö